# إلبيرت إل. كينسر
إلبيرت إل. كينسر (بالإنجليزية: Elbert L. Kinser)‏ هو عسكري أمريكي، ولد في 21 أكتوبر 1922 في تينيسي في الولايات المتحدة، وتوفي في 4 مايو 1945 في جزيرة أوكيناوا في اليابان.